# Comte AC-8
Il Comte AC-8 fu un aereo da turismo, monomotore, monoplano ad ala alta sviluppato dall'azienda aeronautica svizzera Alfred Comte, Schweizerische Flugzeugfabrik all'inizio degli anni trenta del XX secolo.

## Storia del progetto
Dal precedente Comte AC-4 Gentleman, la ditta svizzera "Alfred Comte, Schweizerische Flugzeugfabrik" avviò la progettazione di un nuovo, e più grande, aereo da trasporto e collegamento civile, dotato di cabina chiusa, che fu designato AC-8. Il primo prototipo andò in volo per la prima volta nel 1930, e ne furono costruiti 3 esemplari.

## Descrizione tecnica
L'AC-8 era un monoplano, monomotore, di costruzione mista. La velatura era di tipo monoplana, con piano alare montato alto e a sbalzo sulla fusoliera, controventato per irrigidire e rinforzare la struttura grazie una coppia di aste di controvento per lato. La fusoliera era a sezione rettangolare, realizzata con struttura metallica rivestita da tessuto, e terminava in un impennaggio classico monoderiva.
Il carrello d'atterraggio era un classico biciclo anteriore fisso, con elementi anteriori ruotati e ammortizzati montati su struttura anch'essa ammortizzata, integrato posteriormente con un pattino d'appoggio posizionato sotto l'impennaggio di coda. La cabina di pilotaggio conteneva un pilota e cinque passeggeri, ed era dotata di riscaldamento. I bagagli erano contenuti in un vano posteriore alla cabina. La propulsione era affidata a un motore radiale Wright J-6, erogante la potenza di 304 CV, e azionante un'elica bipala. Poteva essere installato un altro motore radiale, il Lorraine 7M Mizar da 240 CV.

## Impiego operativo
A partire dal 6 giugno 1930 la compagnia aerea Swissair ne usò due esemplari, CH-189 Jungfrau (HB-ALA), dotato di motore Lorraine Mizar da 280 CV, e CH-280 (HB-ABU). Il primo di essi, di stanza sull'aerodromo di Berna-Belpmoos, volò fino alla sua radiazione avvenuta nel settembre 1936, mentre il secondo, di stanza a Basilea, andò perso per incidente aereo il 6 maggio 1956 a Ehrenstetten. Il terzo esemplare CH-282 fu venduto alla  Ostschweizerische Aero-Gesellschaft, di Altenrhein, il 29 giugno 1930.

## Utilizzatori
Svizzera
- Swissair
- Ostschweizerische Aero-Gesellschaft

### Annotazioni
1. ↑  Cittadina del Baden-Württemberg, che nell'aprile del 1973 è stata unita con Kirchhofen a formare il comune di Ehrenkirchen.

### Fonti
1. 1 2 3 4 5 6  Boroli, Boroli 1983, p. 133.
2. 1 2 3  Уголок неба.
3. 1 2 3  Swissair.